# Monastero di Kladruby
Il monastero di Kladruby si trova in Repubblica Ceca ed è un'antica abbazia benedettina situata a Kladruby.
Si tratta di un edificio religioso di assoluto splendore barocco, sebbene oggi si trovi in cattivo stato di conservazione.
In condizioni decisamente migliori è conservato il capolavoro della chiesa dell'Assunzione di Maria, di Jan Blažej Santini-Aichel.

## Storia
Le prime documentazioni dell'insediamento monastico in questo luogo risalgono al 1115, quando venne fondata l'abbazia.
Nel 1421 il primitivo monastero romanico del XII secolo fu danneggiato dagli hussiti.  La chiesa fu restaurata, e nuovamente consacrata nel 1504, mentre gli edifici del monastero furono ristrutturati nella prima metà del XVI secolo.
Dopo un incendio nel 1590 e la successiva guerra dei trent'anni, i danni furono riparati con un intervento di ripristino avvenuto negli anni 1664-1670, in cui fu costruita la prelatura, nonché grazie ad un restauro della chiesa effettuato in stile barocco negli anni 1712-1728 su progetto di Jan Blažej Santini-Aichel.
La costruzione di un nuovo monastero fu effettuata su progetto di Kilian Ignaz Dientzenhofer nel 1739.
Il monastero fu però soppresso nel 1785.
Dal 1945 è in corso un graduale restauro del complesso.

## Patrimonio artistico e monumentale
- Chiostro con statue barocche della bottega di Matthias Braun, provenienti dal castello di Valeč (Karlovy Vary).

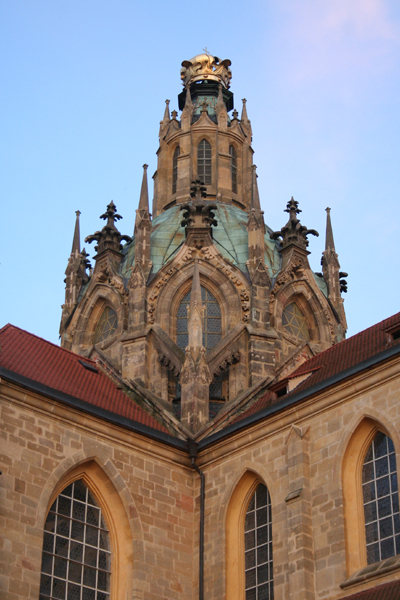
Cupola della Chiesa dell'Assunzione della Vergine Maria Kladruby

- Refettorio invernale.
- Chiesa abbaziale.